# «Журавлина» книга
«Журавлина» книга — словник імен Тернопільської української західної діаспори. Видання — перша спроба в Україні показати життєвий та творчий шлях і заслуги визначних осіб, які народилися на Тернопільщині, але через певні обставини змушені були виїхати за кордон.
Вийшло 3 частини:
- «Журавлина» книга. 1-ша частина / Б. Мельничук, X. Мельничук; Державний архів Тернопільської області. — Тернопіль, 1999. — Серія «Корінь і крона».
- «Журавлина» книга. 2-га частина / Упоряд. Б. Мельничук, X. Мельничук, Н. Совінська. — Тернопіль: «Економічна думка», 2001. Книга була надрукована за сприяння Олександра Устенка та Тернопільського обласного краєзнавчого музею (директор В. Лавренюк) при фінансовій підтримці публіциста, політичного і громадського діяча, професора Анатоля Камінського, (США).
- «Журавлина» книга: Тернопільська українська західна діаспора [Текст]: словник імен / Б. Мельничук, Б. Хаварівський, В. Уніят. — Т. : [б. в.], 1999—2012. — (Серія «Корінь і крона»). — Ч. 3 : М-Я. — Т. : Терно-граф, 2012. — 286 с. — ISBN 978-966-457-138-5

У книзі поданий покажчик населених пунктів, у яких народились емігранти та бібліографія.